# Julio Rocha López
Julio César Rocha López, més conegut com a Julio Rocha, (Diriamba, departament de Carazo, Nicaragua, 12 d'octubre de 1950 - Miami, Estats Units d'Amèrica, 13 de gener de 2018) fou un dirigent esportiu nicaragüenc, president de la Federació Nicaragüenca de Futbol (FENIFUT), president de la Unió Centreamericana de Futbol (UNCAF), membre del Comitè Executiu de la CONCACAF i alt executiu de la FIFA com a Director de l'Oficina de Desenvolupament per a l'Amèrica Central i el Carib hispanoparlant.
El 27 de maig de 2015, Rocha va ser arrestat a Zúric (Suïssa) a petició del Departament de Justícia dels Estats Units acusat, juntament amb altres executius de la FIFA, de diversos delictes de corrupció en el marc de l'anomenat Cas Fifagate. El maig de 2016, va ser extradit als Estats Units. Es va declarar no culpable i va sortir en llibertat sota fiança d'1,5 milions de dòlars. El desembre de 2016 va admetre la seva culpabilitat. Residia a Florida sota llibertat condicional a l'espera de rebre la sentència definitiva, però el 13 de gener de 2019 va morir a Miami, víctima d'un càncer.

## Trajectòria
Julio Rocha s'havia graduat com a Enginyer Agrònom i tenia màsters en administració esportiva i desenvolupament rural. Rocha sempre havia estat vinculat al món de l'esport. Va ser jugador, i després entrenador, del Club Deportivo Diriangén de la primera divisió nicaragüenca de futbol. Va entrenar al Club Deportivo Diriangén durant la temporada 1978-1979 i, des d'aleshores, va exercir multitud de càrrecs relacionats amb el futbol, l'olimpisme i l'esport en general.
Julio Rocha va presidir, entre el 1995 i el 2009, el Comitè Olímpic Nicaragüenc (CON), entre el 2003 i el 2007 va ser president de la Unió Centreamericana de Futbol (UNCAF) i, el 2004, es va incorporar al Comitè Executiu de la CONCACAF.
Va dirigir la Federació Nicaragüenca de Futbol (FENIFUT) des de 1987 fins al desembre de 2012, quan va incorporar-se a la FIFA com a director de l'Oficina de Desenvolupament de la CONCACAF, que s'encarregava dels plans i projectes per a Mèxic, Amèrica Central, República Dominicana, Cuba i Puerto Rico.
Durant el mandat de Julio Rocha a la FENIFUT, Nicaragua va ser denunciada d'arreglar partits.

## Fifagate
El 27 de maig de 2015, Julio Rocha va ser un dels set membres de la FIFA detinguts a l'Hotel Baur au Lac de Zuric (Suïssa), en el marc de les investigacions liderades pel Departament de Justícia dels Estats Units en el denominat afer de corrupció a la FIFA o Fifagate. Els dirigents, que estaven preparant el 65è congrés de la FIFA per elegir nou president, van ser formalment acusats de diversos delictes de corrupció. Les investigacions de l'FBI van determinar que els delictes es remuntaven a l'any 1991 i que el total defraudat superava els 150 milions de dòlars. Entre els set detinguts hi havia dos vicepresidents de la FIFA, Jeffrey Webb i Eugenio Figueredo, a més de Rafael Esquivel, Costas Takkas, Eduardo Li i José Maria Marin. Simultàniament, una altra operació d'escorcoll es va realitzar a la seu de la CONCACAF a Miami.
Un total de dues empreses i 39 persones van estar involucrades en aquest cas de corrupció. Quatre d'aquestes persones havien admès prèviament la seva culpabilitat i van actuar com a informadors de l'FBI, tenint un paper decisiu el que va ser president de la CONCACAF, Chuck Blazer, que va morir el 12 de juliol de 2017 a l'edat de 72 anys.
El 7 de desembre de 2016, Julio Rocha, que s'havia declarat innocent i havia sortit sota fiança d'1,5 milions de dòlars, va admetre la seva culpabilitat i va confessar que s'havia aprofitat dels seus càrrecs per a rebre suborns a canvi de l'adjudicació dels drets de màrqueting dels partits de la selecció nicaragüenca de futbol classificatoris pels mundials de 2010, 2014, 2018 i 2022. Va pactar amb la fiscalia el retorn de gairebé 300.000 dòlars.
El 21 de novembre de 2017, Julio Rocha va ser inhabilitat a perpetuïtat pel Comitè d'Ètica de la FIFA.
El seu judici, que estava inicialment previst per a finals de 2017, es va ajornar fins al febrer de 2018, però el 13 de gener de 2018 va morir a Miami, on residia en llibertat condicional i control telemàtic, víctima d'un càncer fulminant.